# Episodi di Treme (prima stagione)
La prima stagione della serie televisiva Treme è stata trasmessa in prima visione su HBO dall'11 aprile al 20 giugno 2010. In Italia è inedita.
| nº | Titolo originale                | Titolo italiano | Prima TV USA   | Prima TV Italia |
| -- | ------------------------------- | --------------- | -------------- | --------------- |
| 1  | Do You Know What It Means       |                 | 11 aprile 2010 |                 |
| 2  | Meet De Boys on the Battlefront |                 | 18 aprile 2010 |                 |
| 3  | Right Place, Wrong Time         |                 | 25 aprile 2010 |                 |
| 4  | At the Foot of Canal Street     |                 | 2 maggio 2010  |                 |
| 5  | Shame, Shame, Shame             |                 | 9 maggio 2010  |                 |
| 6  | Shallow Water, Oh Mama          |                 | 16 maggio 2010 |                 |
| 7  | Smoke My Peace Pipe             |                 | 23 maggio 2010 |                 |
| 8  | All on a Mardi Gras Day         |                 | 6 giugno 2010  |                 |
| 9  | Wish Someone Would Care         |                 | 13 giugno 2010 |                 |
| 10 | I'll Fly Away                   |                 | 20 giugno 2010 |                 |